# Rafael Andrade Navarrete
Rafael Andrade Navarrete (Ardales (Málaga), 25 de febrero de 1856-Madrid, 21 de junio de 1928) fue un abogado y político español, ministro de Instrucción Pública y Bellas Artes durante el reinado de Alfonso XIII.

## Biografía
Nació el 25 de febrero de 1856 en Ardales, provincia de Málaga.
Miembro del Partido Conservador, inició su carrera política en Cortes como diputado por el distrito turolense de Alcañiz en las elecciones de 1896, en las de 1899 por el del distrito electoral de Teruel, y en las de 1901 por el de Valderrobres. Obtendría escaño en distritos de la provincia de Teruel en las sucesivas elecciones hasta la de 1920.
Designado senador «por derecho propio», en 1922 juró el cargo.
Fue ministro de Instrucción Pública y Bellas Artes entre el 25 de octubre y el 9 de diciembre de 1915 y entre el 11 de junio y el 3 de noviembre de 1917 en sendos gobiernos presididos por Eduardo Dato.
Fue asimismo presidente del Consejo de Estado desde agosto de 1919, por dimisión de Guillermo de Osma y Scull.
Murió el 21 de junio de 1928.